# 王正英
王正英（1973年10月—），男性，汉族，吉林伊通人，中华人民共和国政治人物。

## 生平
王正英曾担任云南省发改委副主任，云南省能源局党组书记、局长，中共云南省委组织部副部长等职。2023年3月，他接替岳修虎出任云南省发改委党组书记、主任。2024年6月，升任云南省人民政府副省长。